# Discovery (barco de 1602)
El Discovery fue un buque ligero de 20 ton de la Compañía Británica de las Indias Orientales, botado antes de 1602.
El Discovery fue el más pequeño de tres buques que fueron dirigidos por el capitán Christopher Newport en el viaje que dio como resultado la fundación de Jamestown en la nueva Colonia de Virginia en 1607. Cuando el capitán Newport volvió a Londres, Inglaterra, dejó al Discovery detrás para el uso de los colonizadores.
Intervino en seis expediciones en busca del Paso del Noroeste. Durante la expedición de 1610-1611 en el ártico canadiense, la tripulación del Discovery se amotinó, y puso a su capitán Henry Hudson a la deriva en un pequeño bote; no se le volvió a ver, y la tripulación volvió a Inglaterra. En 1615, el explorador William Baffin acompañó al capitán Robert Bylot en una expedición como piloto del Discovery, en la que recorrió el Estrecho de Hudson. Baffin cruzó el Estrecho de Davis en 1616 y descubrió la bahía que hoy lleva su nombre (Bahía de Baffin), de nuevo como piloto del Discovery. 

## Réplicas
Réplicas del Discovery y sus hermanas, la mayor Susan Constant y Godspeed, están atracados en el río James en Jamestown Settlement (anteriormente Jamestown Festival Park), junto al lugar histórico nacional de Jamestown. Un nuevo Discovery, construido en Boothbay Harbor, Maine, fue botado en septiembre de 2006. 
La réplica previa, construida en 1984 en Jamestown, fue enviado al Reino Unido para una gira del Reino Unido como parte de la celebración con motivo del 400.º aniversario de la fundación de Virginia. Tras su gira, cuando acabó en septiembre de 2007, el barco quedó fuera de servicio en Ipswich Marina esperando ser trasladado a un hogar más permanente. El 19 de diciembre de 2008, 402 años después del día en que dejó los muelles de Londres para dirigirse a Virginia, fue oficialmente entregado al Castillo de Westenhanger por la Fundación Jamestown UK, quien había llevado el buque de réplica al Reino Unido. El barco está hoy en muestra permanente en el castillo y permanecerá allí el resto de su vida.
En mayo de 2007, el Servicio Postal de los Estados Unidos emitió el primer sello de 41 céntimos que tenía una imagen del Susan Constant, el Godspeed y el Discovery.
El Discovery también fue representado en la moneda de Virginia de Cuartos de dólar de los 50 estados, en conmemoración del cuatricentenario de Jamestown.